# Kleidermode der Gründerzeit bis 1900
In der zweiten Hälfte des 19. Jahrhunderts verringerte sich insgesamt gesehen der modische Aufwand. Dafür setzte in der Zeit seit den Gründerjahren nach dem Deutsch-Französischen Krieg 1870–1871 ein schneller und willkürlicher Wandel ein. Weite und enge, lange und kurze Röcke, hohe und niedrige Frisuren, große und kleine Hüte kamen und gingen.

## Damenmode

### 1870–1880
Die vorher übliche Krinoline wurde durch die Tournüre (oder Turnüre, franz. Drehung) abgelöst, die nicht mehr den ganzen Unterleib umschloss, sondern den Rock nur noch über dem Gesäß mit Hilfe von Halbgestellen aus Stahl, Fischbein und/oder Rosshaar aufbauschte. Nach einer kurzen Pause um 1880 kehrte sie um 1883 als „zweite Tournüre“ wieder. Um 1888 verschwand der Reifrock endgültig aus der Mode. Seither wurde er fast nur noch bei Brautkleidern verwendet.

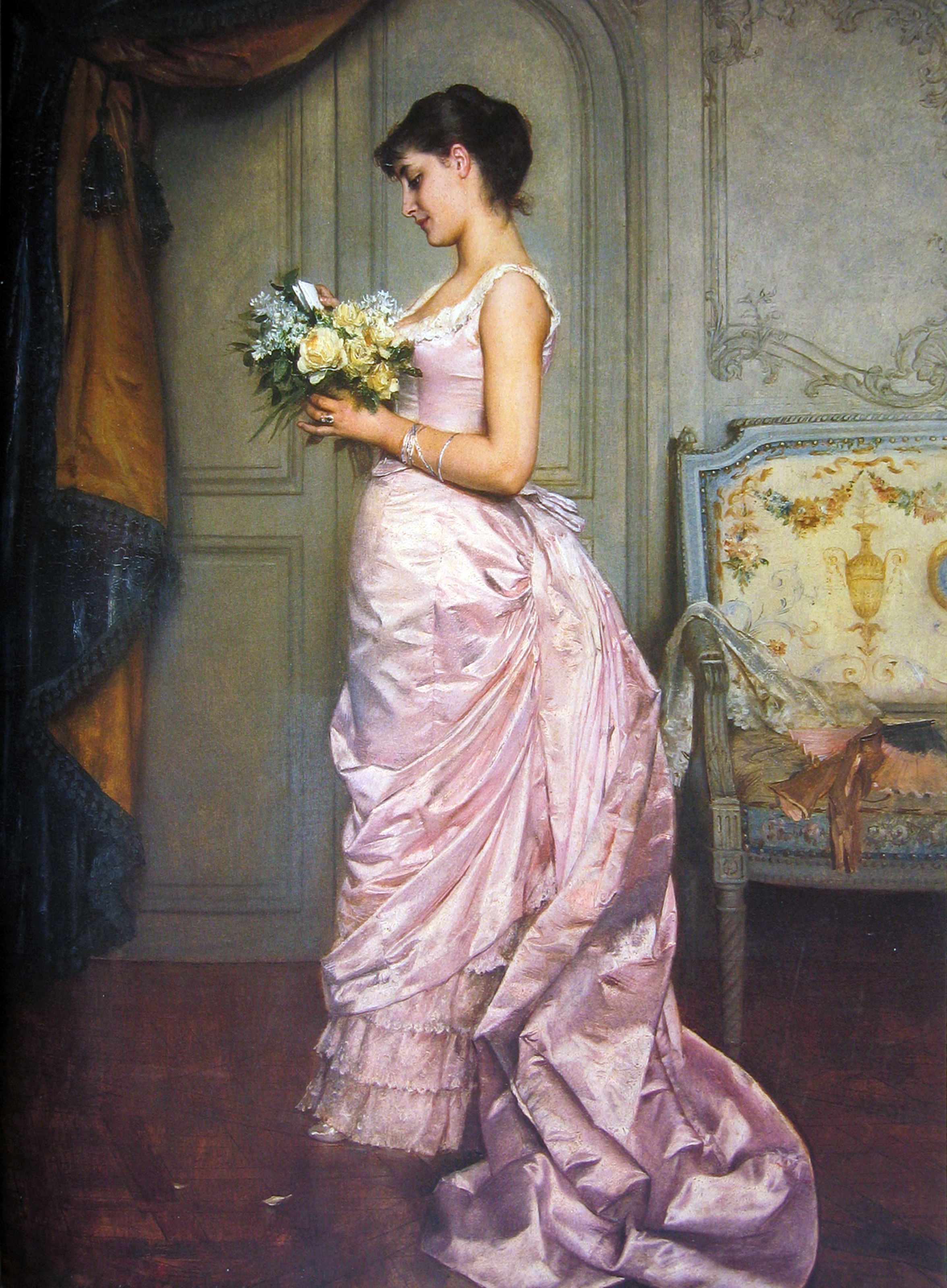
Le Billet; Toulmouche, 1883

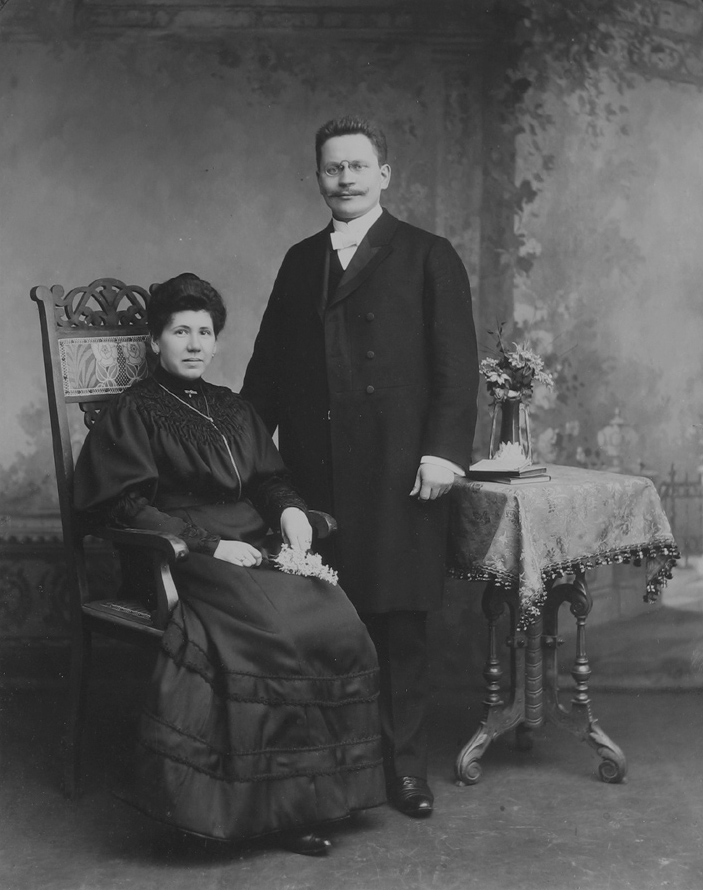
Festliche Kleidung; Berlin ca. 1895–96

Ansonsten bestimmten Mieder und spitze Ausschnitte sowie reich verzierte Krägen das Aussehen. Das Haar wurde aufgesteckt und mit Schleifen und Nadeln zusammengehalten. Fächer und Sonnenschirme waren die üblichen modischen Accessoires.

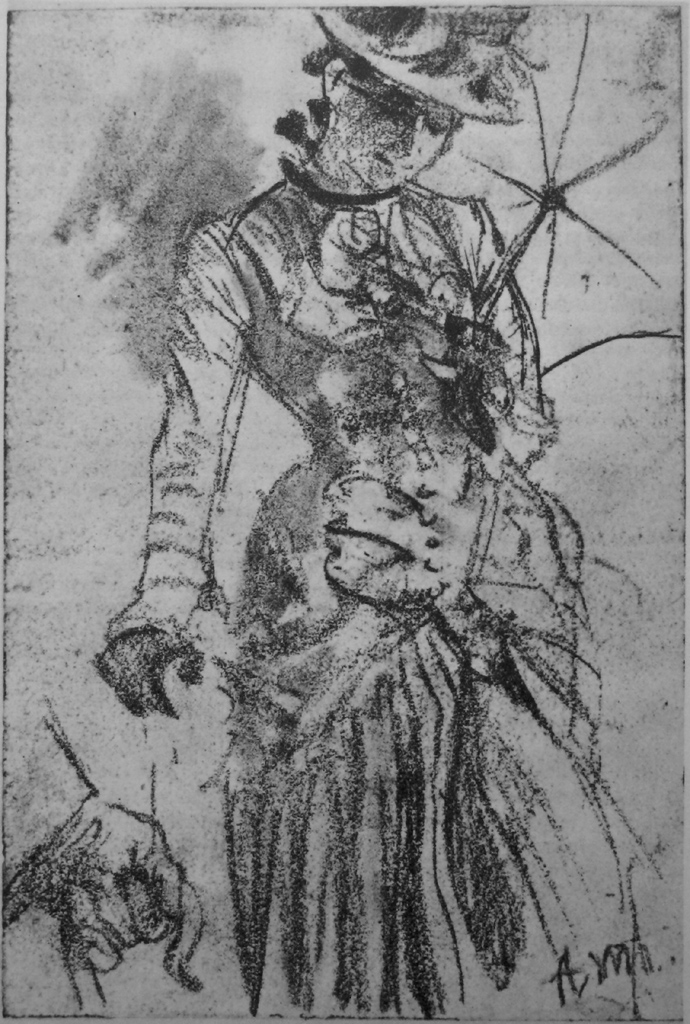
Elegante Berlinerin;
Skizze von Menzel, 1890

### 1880–1890
Mit dem Verschwinden der Tournüre um 1880 änderte sich die Linie der Frauenkleidung ganz entscheidend. Die Kleider waren nun vom Hals bis zu den Knien körpernah. Erst unterhalb der Knie verbreiterte sich der Rock und bildete eine flache Schleppe. Die Schmalheit der Röcke wurde oft noch durch querliegende Draperien betont. Die Taille war dagegen relativ unauffällig gehalten, vielleicht gerade noch durch die Kombination unterschiedlicher Stoffe belebt.

### 1890–1900
Gegen 1890 war die Zeit der Rockstützen endgültig vorbei, und im weiteren Verlauf nahmen die nun wieder draperiefreien Röcke eine immer glockigere Form an. Es entwickelte sich die sogenannte Blusentaille, die unter den Falten eines scheinbar locker sitzenden Oberteils ein gesteiftes Futter verbarg. In den früheren und mittleren 1890ern diktierte die Mode immer schmalere Wespentaillen, das mit dem trichterförmigen Rock oft mit einer „Sanduhr“ verglichen wurde. Dieser Trend änderte sich erst, als das S-Form-Korsett um 1900 aufkam. Außerdem wurde der Einfluss des Jugendstils erkennbar, der sich in stilgerechten Verzierungen und in fließenden Linien sowie glatt und glockig fallenden Röcken niederschlug.
Von 1890 bis 1891 waren die Ärmel noch schlank, 1892 dann wurden sie an den Schultern etwas breiter und nach oben etwas spitz hochgezogen, am Handgelenk eng anliegend. 1892/93 kamen schließlich die aus der Biedermeierzeit bekannten sogenannten „Gigots“ bzw. Schinken- oder Hammelkeulenärmel wieder auf. Ab Mitte 1893 wurden dann schließlich auch die runden großen Ballonärmel wieder modisch. Dabei wurden die Ballonärmel von 1893–94 noch meist schlank-hängend, 1894–95 besonders groß aufgebauscht, und um 1896 wieder zum Boden senkend getragen. Ab etwa 1897/98 kamen dann letztlich die kleinen Puffärmel wieder auf, die sich wie auch die dezenten schlanken eng anliegenden Ärmel für die nächsten Jahre über die Jahrhundertwende hinweg in der Mode hielt.

## Herrenmode
Die Herrenmode folgte in der ganzen Zeit weder in den Formen noch in den Farben der Vielfalt der Damenmode. Vielmehr hatte sie in dieser Zeit des ökonomischen und gesellschaftlichen Wandels einen ausgeprägten Zug zur Schlichtheit. Die Kleidung sollte bei der Arbeit und Bewegung nicht hinderlich sein.  Die komplizierten Halsbinden der Biedermeierzeit verschwanden nach und nach. Bevorzugt wurden zweckmäßige Sakkos mit langen, andersfarbigen Hosen, dazu eine farbige Krawatte. Außerhalb des Hauses trug der Herr einen Überrock, einen niedrigen, steifen Hut und Schuhe mit niedrigen Absätzen. Bärte und nüchterne Frisuren vervollständigten das Erscheinungsbild.
Jackett, Sakko und Frack waren Ende des Jahrhunderts immer noch modern, jedoch wurde der Gehrock durch den „Cutaway“ mit abgerundeten Vorderschößen ersetzt. Später kam noch der Smoking hinzu. Übliche Mantelformen waren doppelreihige Ulster, Chesterfield mit verdecktem Knopfverschluss, taillierte Paletots sowie sportlich bequeme Raglanmäntel. Als Farben wurden Schwarz, Grau, Braun und Blau bevorzugt.